# Dłutowo (stacja kolejowa)
Dłutowo – zlikwidowany przystanek osobowy a dawniej stacja kolejowa w Dłutowie na linii kolejowej Pisz – Kolno, w powiecie piskim, w województwie warmińsko-mazurskim, w Polsce.